# Халид Буларуз
Халид Буларуз (хол. Khalid Boulahrouz, арап. خالد بولحروز; 28. децембар 1981) бивши је холандски фудбалер који је играо у одбрани.
Наступао је за РКЦ Валвајк, Хамбургер, Челси, Севиљу, Штутгарт, Спортинг, Брендби и Фајенорд. За репрезентацију Холандије одиграо је 35 утакмица.
Његова породица је пореклом из Марока.

## Статистика каријере

### Репрезентативна
| Холандија | Холандија | Холандија |
| Година    | Утакмице  | Голови    |
| --------- | --------- | --------- |
| 2004      | 3         | 0         |
| 2005      | 7         | 0         |
| 2006      | 9         | 0         |
| 2007      | 2         | 0         |
| 2008      | 6         | 0         |
| 2009      | 1         | 0         |
| 2010      | 3         | 0         |
| 2011      | 3         | 0         |
| 2012      | 1         | 0         |
| Укупно    | 35        | 0         |

## Успеси
Хамбургер
- Интертото куп: 2005.